# Bitwa pod Bobrujskiem (1919)

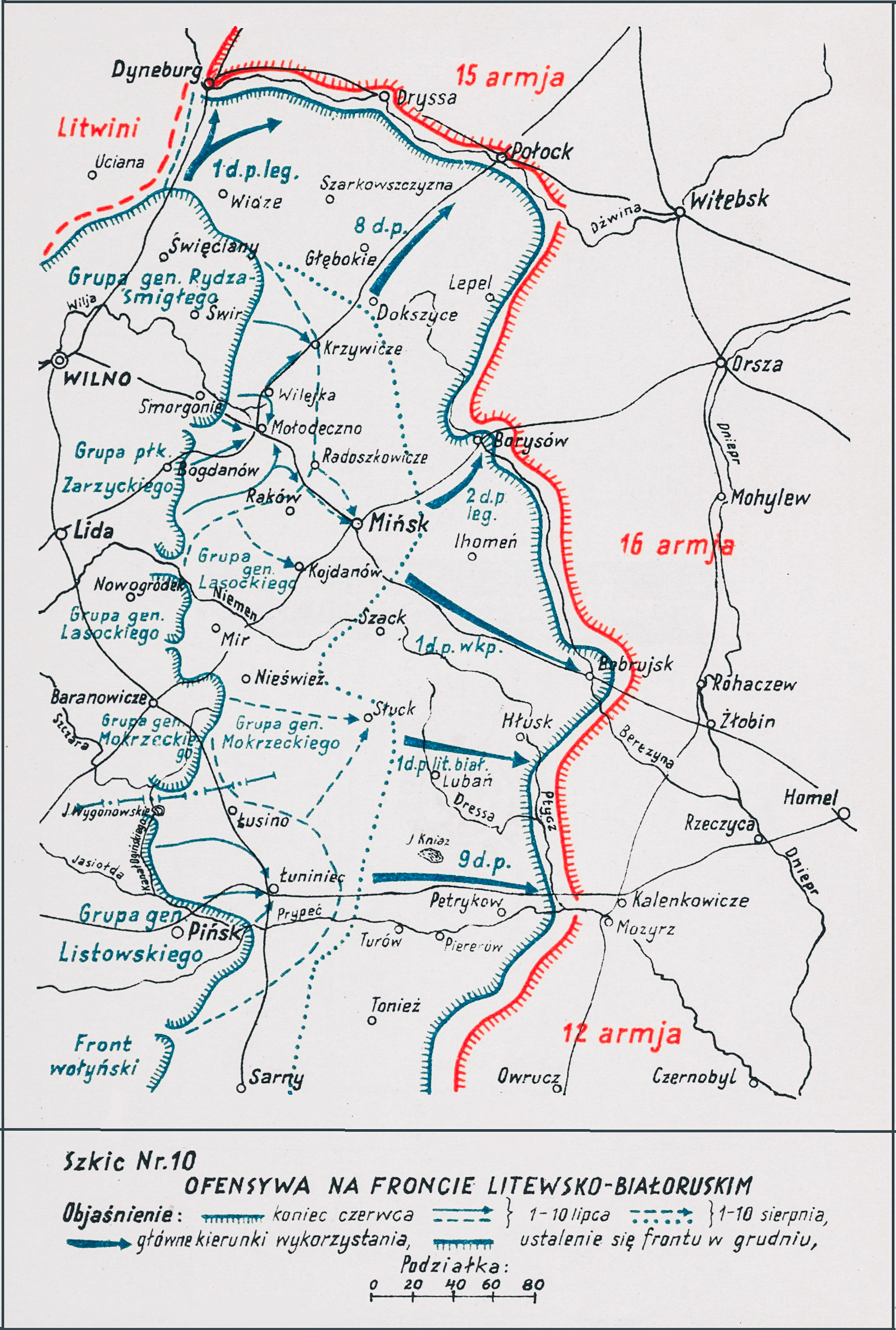
Adam Przybylski,
Wojna Polska 1918–1921

Bitwa pod Bobrujskiem – walki polskiej kombinowanej Dywizji Wielkopolskiej z sowiecką 8 Dywizją Strzelców toczone w pierwszym roku wojny polsko-bolszewickiej.

## Geneza
W drugiej połowie lipca 1919 Naczelne Dowództwo WP zakończyło prace nad planem szeroko zakrojonej operacji zaczepnej, której celem było opanowanie Mińska, Borysowa, Bobrujska i oparcie frontu o linię rzek Dźwiny i Berezyny.
W rozkazie operacyjnym Frontu Litewsko-Białoruskiego z 3 sierpnia 1919 przewidziano, że natarcie na Mińsk ubezpieczą na lewym skrzydle oddziały 1 Dywizji Piechoty Legionów w rejonie Mołodeczna, Wilejki, a na prawym skrzydle oddziały Grupy Operacyjnej gen. Lasockiego. 2 Dywizja Piechoty Legionów miała wykonać natarcie na miasto z północnego zachodu, a następnie miała ubezpieczyć Mińsk z kierunku Borysowa. Z kolei Grupa Wielkopolska gen. Konarzewskiego miała nacierać od południowego zachodu, a jednocześnie 1 pułk Ułanów Wielkopolskich miał wyjść na tyły Mińska i przeciąć drogę oraz linię kolejową Mińsk-Borysów.
Po zajęciu Mińska zaistniała możliwość kontynuowania przez wojska Frontu Litewsko-Białoruskiego działań zaczepnych aż do linii rzeki Berezyny. Gdy czołowe elementy Grupy Wielkopolskiej osiągnęły 24 sierpnia rejon Osipowicz, gen. Stanisław Szeptycki wydał rozkaz opanowania Bobrujska. W dniach 25–27 sierpnia oddziały Grupy zajęły pozycje wyjściowe. Oddziały sowieckie broniące Bobrujska przygotowały linie obronne nad rzeczką Wołczanką, wykorzystując silne umocnienia polowe z okresu I wojny światowej.

## Walczące wojska
| Jednostka                         | Dowódca                          | Podporządkowanie          |
| Wojsko Polskie                    |                                  |                           |
| Kombinowana Dywizja Wielkopolska  | gen. Daniel Konarzewski          | Front Litewsko-Białoruski |
| ⇒ 3 pułk strzelców wielkopolskich | ppłk Arnold Szylling             | Grupa północna            |
| → szkoła podoficerska             | kpt. Świnarski                   | Grupa północna            |
| → I/3 pułku strzelców             |                                  | Grupa północna            |
| → 4/3 pułku strzelców             | por. Adolf Łojkiewicz            | Grupa północna            |
| → II/3 pułku strzelców            | kpt. Władysław Lewandowski       | Grupa północna            |
| → 5/3 pułku strzelców             | ppor. Jan Kłoś                   | Grupa północna            |
| → 6/3 pułku strzelców             | ppor. Gawroński                  | Grupa północna            |
| → 7/3 pułku strzelców             | ppor. Czesław Preiss             | Grupa północna            |
| ⇒ 4 pułk strzelców wielkopolskich | mjr Oskar Brezany                | Grupa środkowa            |
| → 1/4 pułku strzelców             | ppor. Adam Biedrzyński           | Grupa środkowa            |
| → 2/4 pułku strzelców             | ppor. Stefan Żmuda-Trzebiatowski | Grupa środkowa            |
| → 5/4 pułku strzelców             | ppor. Wiktor Skotarczak          | Grupa środkowa            |
| → 7/4 pułku strzelców             | ppor. Wegner                     | Grupa środkowa            |
| ⇒ 2/1 pułku czołgów               | kpt. Dufour                      | Grupa środkowa            |
| ⇒ 1 pułk ułanów wielkopolskich    | ppłk Władysław Anders            | Grupa południowa          |
| → 1 szwadron                      | por. Antoni Tuncelman (?)        | Grupa południowa          |
| → 3 szwadron                      | por. Jerzy Skrzydlewski          | Grupa południowa          |
| → 4 szwadron                      | por. Jan Czarnecki               | Grupa południowa          |
| → 2 szwadron                      | por. Andrzej Rojewski            | w odwodzie                |
| ⇒ baterie 3 pal wielkopolskiego   | mjr. Leon Dębski                 |                           |
| → 1/3 pułku artylerii lekkiej     | por. Rosanda                     | Grupa środkowa            |
| → 3/3 pułku artylerii lekkiej     | ppor. Tomasz Nowakowski          | Grupa środkowa            |
| → 5/3 pułku artylerii lekkiej     | por. Gromczakiewicz              | Grupa północna            |
| → 6/3 pułku artylerii lekkiej     | ppor. Marian Jasiński            | Grupa północna            |
| ⇒ 2 bateria 2 pac                 |                                  | Grupa północna            |
| ⇒ 2 bateria artylerii konnej      | por. Alfred Milewski             | Grupa południowa          |
| Armia Czerwona                    |                                  |                           |
| ⇒ 8 Dywizja Strzelców             |                                  | 15 Armia                  |
| → 67 pułk strzelców               |                                  | 23 Brygada Strzelców      |
| → 68 pułk strzelców               |                                  | 23 Brygada Strzelców      |

## Walki pod Bobrujskiem

### Przygotowanie do działań

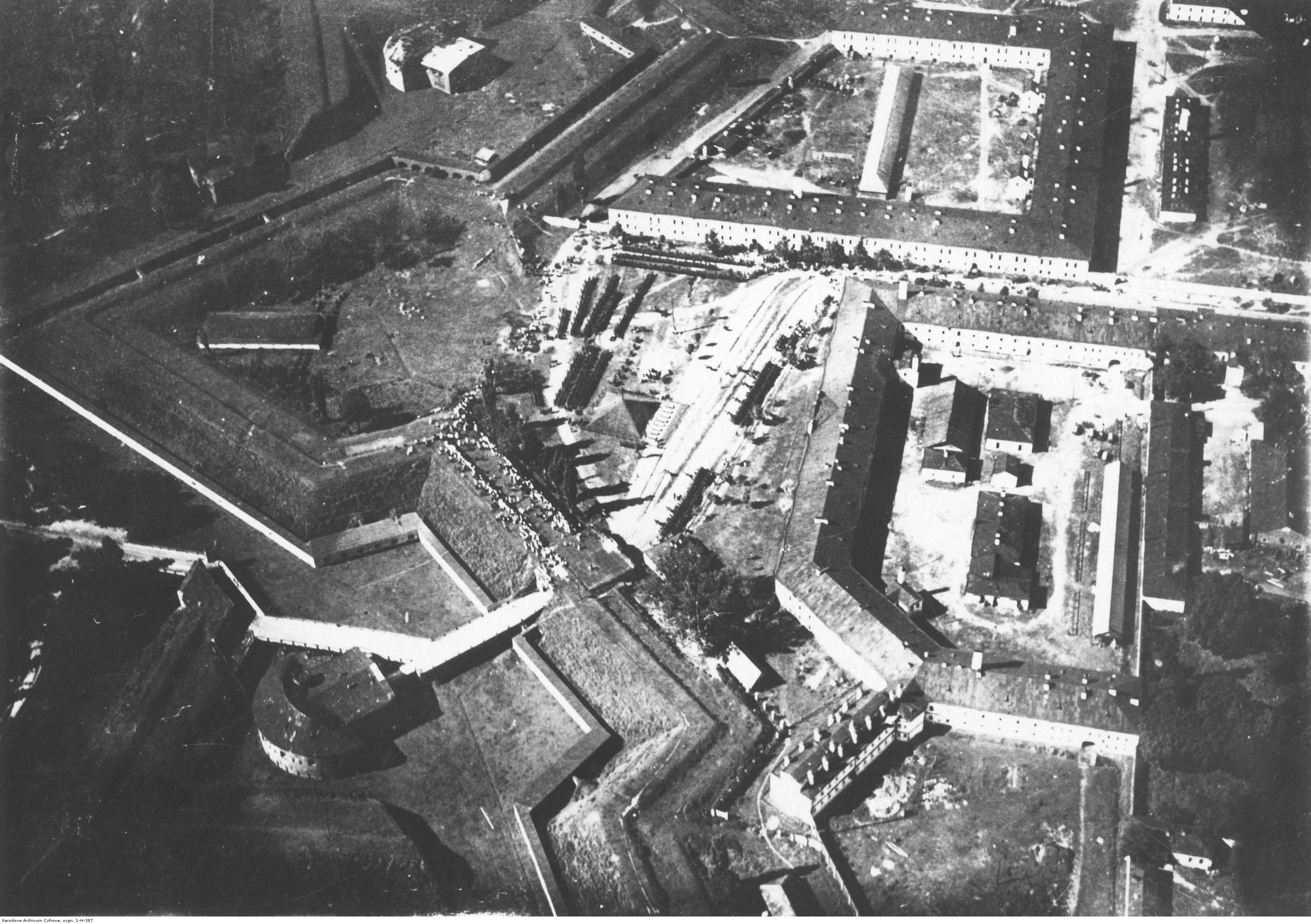
Twierdza Bobrujsk – widok z lotu ptaka

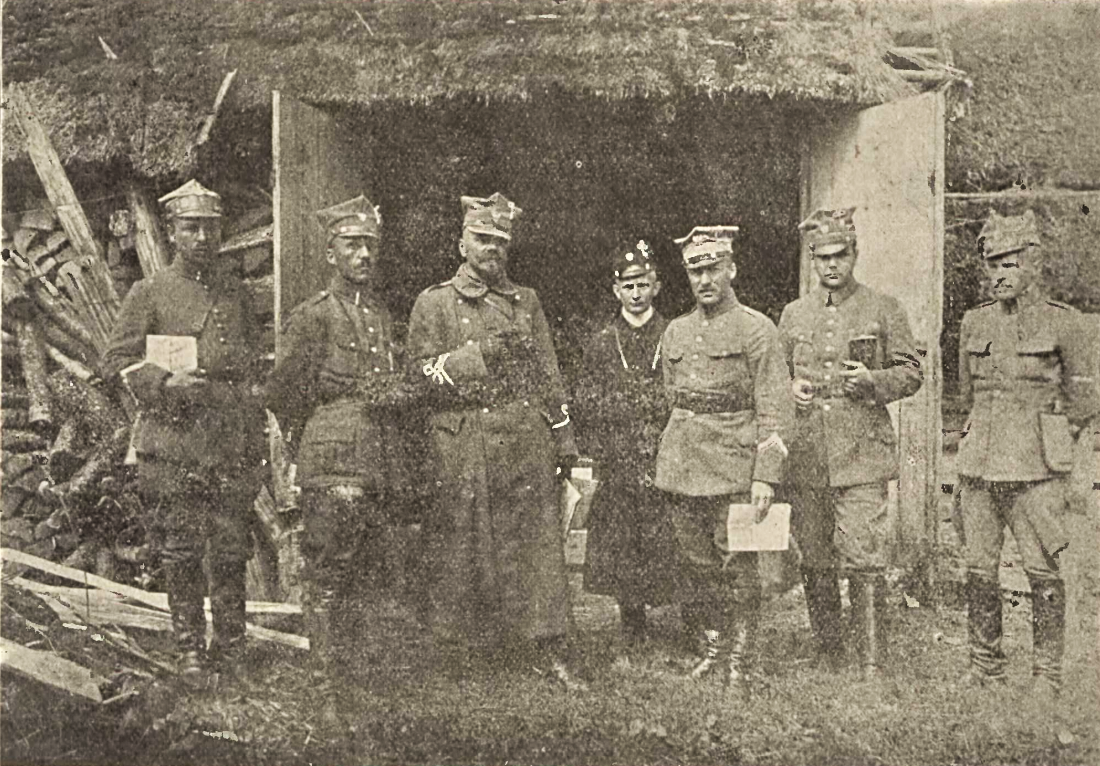
Gen. Daniel Konarzewski w sztabie 3 pułku strzelców wielkopolskich w czasie ofensywy na Bobrujsk w sierpniu 1919

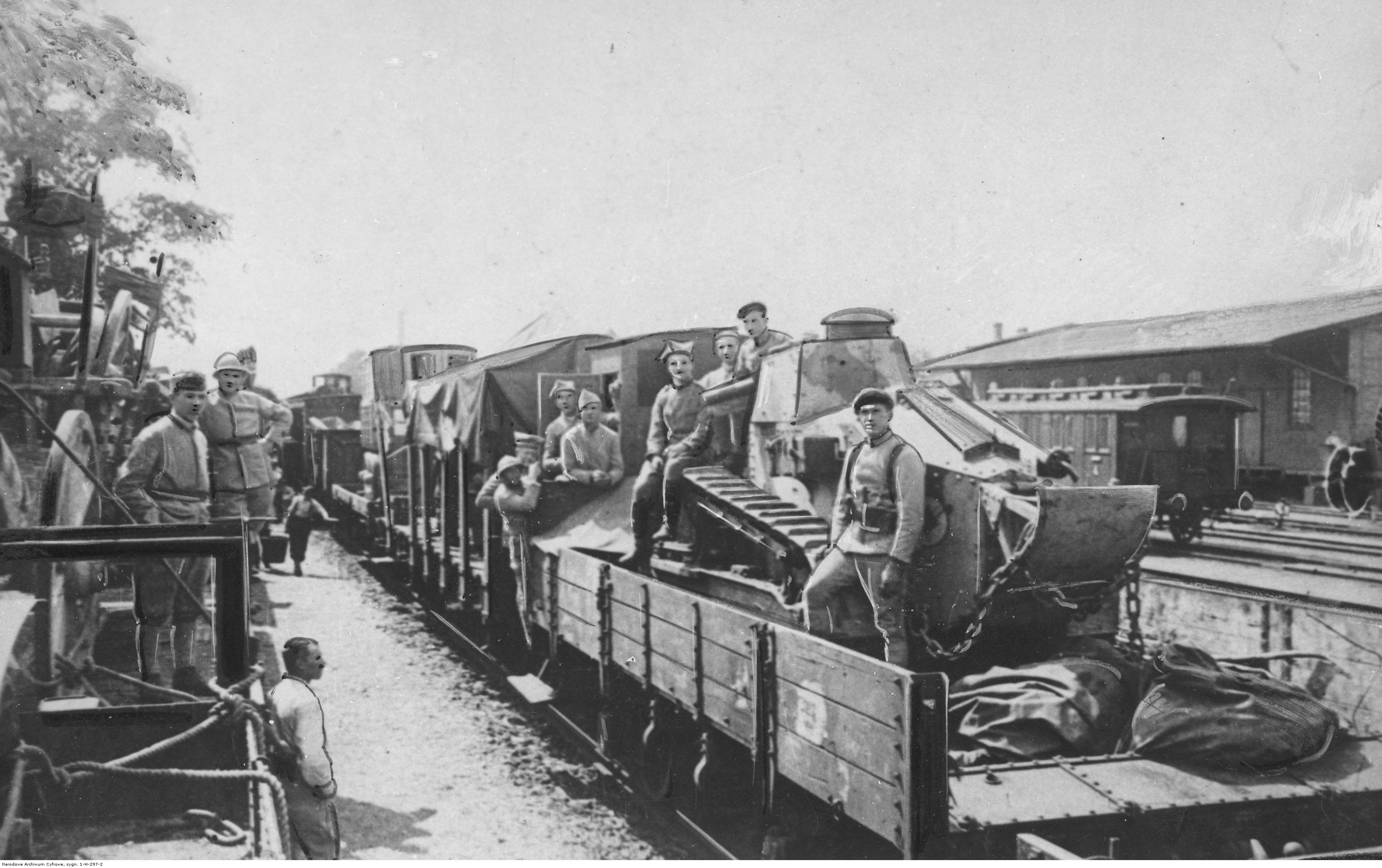
Transport oddziałów armii gen. Józefa Hallera z Francji do Polski – czołg Renault FT-17 na platformie kolejowej

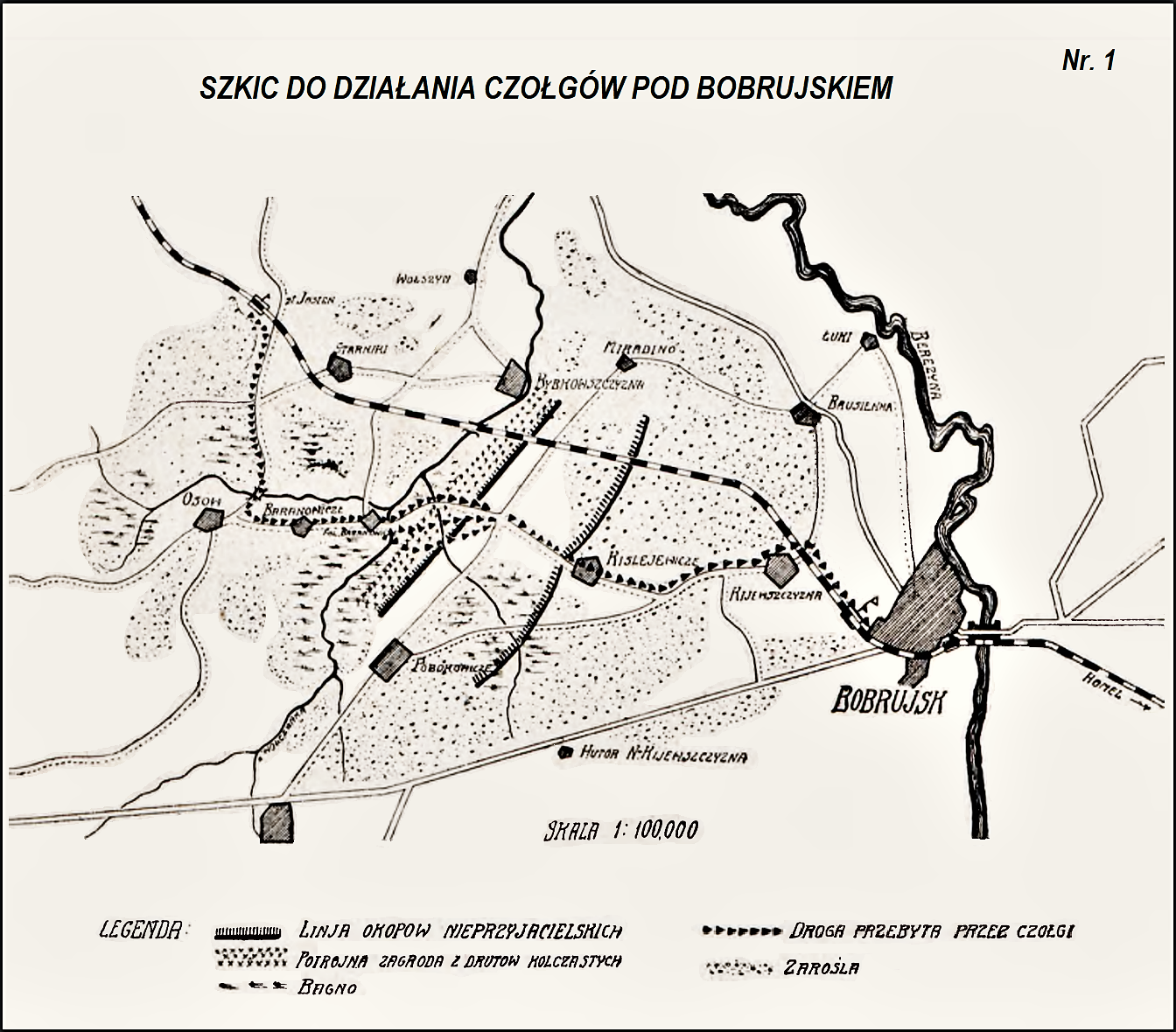
Działania polskich czołgów na froncie pod Bobrujskiem

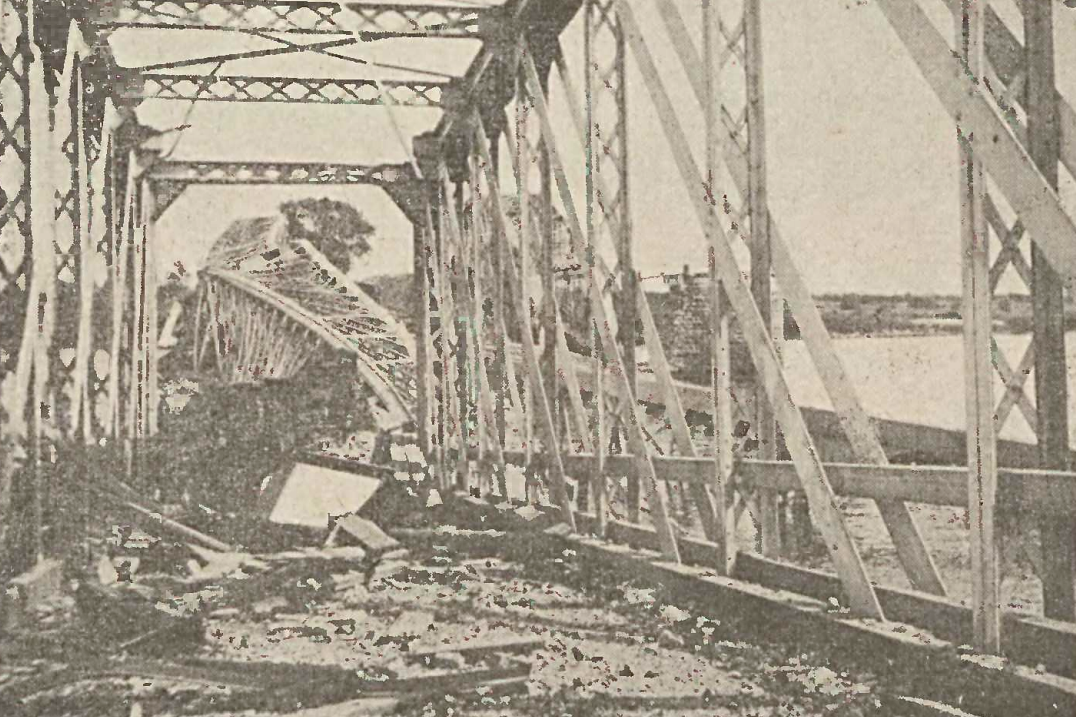
Most kolejowy na Berezynie zniszczony przez bolszewików

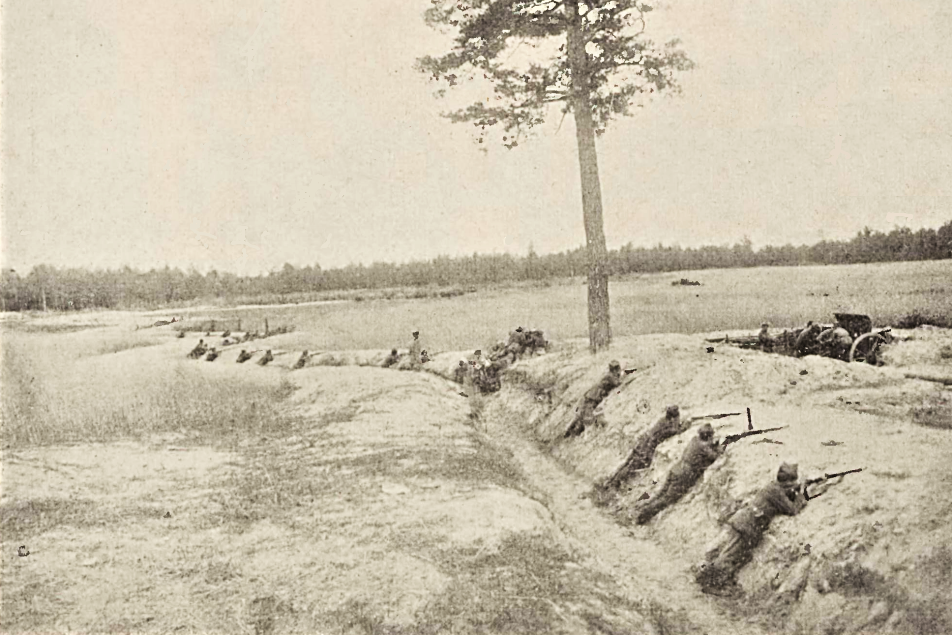
Pozycja 1 pułku strzelców wielkopolskich na przyczółku mostowym pod Bobrujskiem

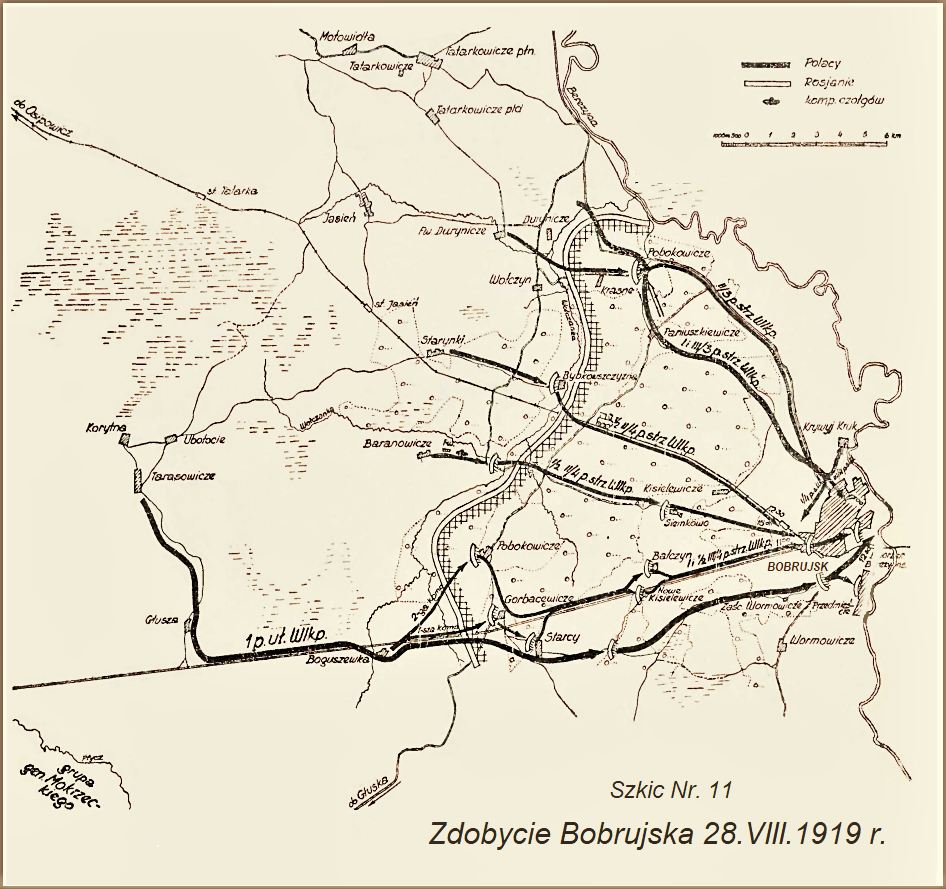
14 Dywizja Piechoty – 1 Dywizja Strzelców Wlkp. – w wojnie i pokoju

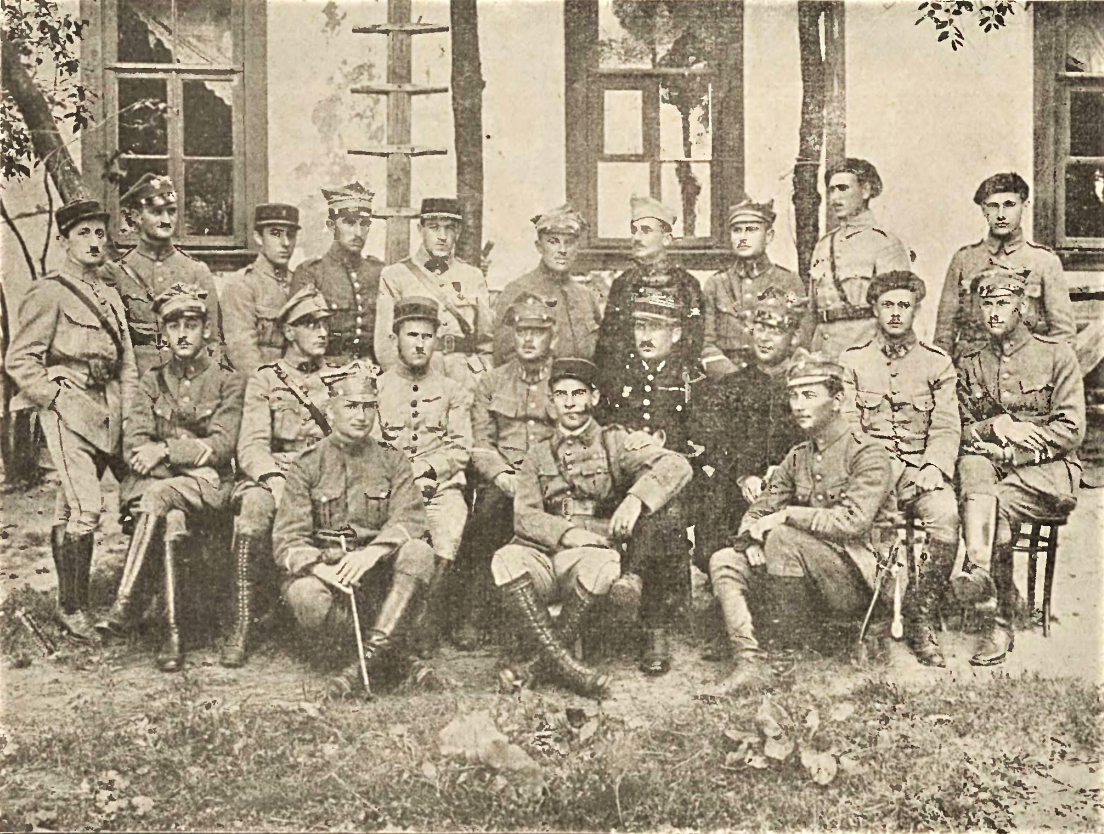
Sztab 4 pułku strzelców wielkopolskich oraz oficerowie francuscy biorący udział w natarciu z czołgami po zajęciu Bobrujska

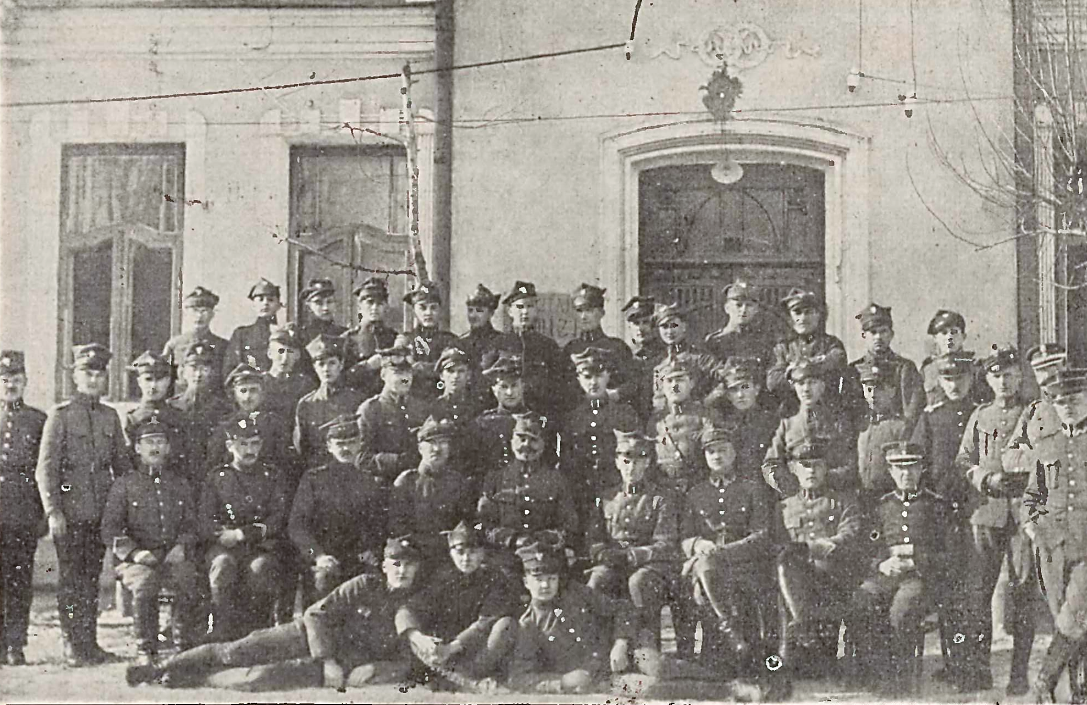
Sztab 1 Dyw. Strz. Wlkp. w Bobrujsku z d-cą gen. Danielem Konarzewskim i szefem sztabu kpt. Jerzym Kwiecińskim

Przyczółek bobrujski był broniony przez sowiecki 67 i 68 pułk strzelców z 8 Dywizji Strzelców, dwa bataliony marynarzy, trzy pociągi pancerne (w tym jeden z obsługą niemiecką). Razem około 2500 żołnierzy.
24 sierpnia dowódca Grupy Wielkopolskiej otrzymał rozkaz opanowania Bobrujska. Generał Daniel Konarzewski postanowił uderzyć na miasto trzema grupami utworzonymi na bazie 3. i 4 pułku strzelców wielkopolskich oraz 1 pułku ułanów wielkopolskich.
27 lipca grupy rozlokowane były następująco: 4 pułk strzelców wielkopolskich – stanowisko dowodzenia w Tarasewiczach, I batalion z 2 i 3/3 pułku artylerii lekkiej wielkopolskiej w okolicy Boguszewki, II batalion z 1/3 pal w okolicy Starynki, III batalion (bez dwóch kompanii) w Głuszy.
Dowódca 3 pułku strzelców wielkopolskich ppłk Arnold Szylling swój sztab rozwinął także w Tatarkowiczach, I batalion z 5/3 pal stacjonował w Tatarkowiczach południowych, II batalion z plutonem 6/3 pal w Tatarkowiczach północnych, a III batalion z 4/3 pap i 2/2 pułku artylerii ciężkiej w Motowidłach. Kompania odwodowa z plutonem 6/3 pal stacjonowała w Świsłoczy, a kompania osłaniająca tabory w Chołuju.
1 pułk ułanów wielkopolskich rozlokował się w rejonie Korytna – Ubołocie. Jeden szwadron pozostał w Boguszewiczach z zadaniem osłony linii Berezyny.
28 sierpnia Grupa Wielkopolska gen. Daniela Konarzewskiego rozpoczęła natarcie na Bobrujsk.

### Działanie grupy północnej ppłk. Szyllinga
Lewa grupa uderzeniowa w składzie: 3 pułk strzelców wielkopolskich, II/3 pal i 2/2 pac i dwa plutony saperów podeszła w rejon folwarku Durynicze i tu przyjęła ostateczne ugrupowanie bojowe. Do bezpośrednich działań wyznaczony został II batalion kpt. Władysława Lewandowskiego. Jego 6 i 7 kompania rozwinęła się od Berezyny aż do Durynicz, z zadaniem wiązania nieprzyjaciela ogniem. 5 kompania, wzmocniona plutonem szkoły podoficerskiej, przygotowywała się do natarcia w okolicy spalonych mostów pod Wołczynem. Dwie kompanie stanowiły odwód pułku.
Po krótkim przygotowaniu artyleryjskim, jako pierwsza ruszyła 5 kompania ppor. Jana Kłosia i prowadziła natarcie w kierunku Wołczanki. Po ciężkiej przeprawie „w bród”, wdarła się na nieprzyjacielskie pozycje, zdobyła je i rozpoczęła pościg przez Krasne na Pobokowicze. W tym czasie 6 kompania ppor. Gawrońskiego i 7. ppor. Preissa prowadziły walkę ogniową. W odwodzie, na kierunku działania 5 kompanii, maszerowała szkoła podoficerska kpt. Świnarskiego i 4 kompania por. Adolfa Łojkiewicza, z zadaniem osłony południowego skrzydła. Atakująca dalej w pierwszym rzucie 5 kompania za Pobokowiczami zniszczyła nieprzyjacielską baterię artylerii. Zdobyto 2 działa, 5 jaszczy i 2 karabiny maszynowe. Wykorzystując powodzenie 5 kompanii, 6 i 7 kompania sforsowały na szerokim froncie Wołczankę i spychały Sowietów na Pobokowicze. Tu czerwonoarmistów od tyłu zaatakował pluton 5 kompanii. Większość z nich poddała się lub wycofała w nieładzie. Nie pomógł im też wyprowadzony na tym kierunku sowiecki kontratak. Został odparty przez plutony szkoły podoficerskiej.
Około południa II/3 pułku strzelców wielkopolskich, już bez styczności z przeciwnikiem, ruszył w kierunku Bobrujska. Pozostałe pododdziały, które nie weszły do walki, maszerowały za nim. Do zdobytego już przez 4 pułk strzelców wielkopolskich Bobrujska dotarły około 17:00. I batalion stanął w rejonie dworca kolejowego Bobrujsk, II w centrum miasta, wysuwając na stację kolejową Berezyna 5 kompanię. Ta, po zniszczonym moście, zdołała jeszcze przeprawić placówkę na wschodni brzeg rzeki. II batalion przeszedł do Krzywego Kruka.

### Działanie grupy środkowej mjr. Brezanego
Jako pierwszy maszerował 4 pułk strzelców wielkopolskich mjr. Oskara Brezanego, wspierany przez 2 kompanię czołgów Renault FT kpt. Dufoura. Dowódca pułku przyjął ugrupowanie w trzy kolumny, a oddziały maszerowały w pasie między linią kolejową Osipowicze – Bobrujsk a szosą Słuck – Bobrujsk.
Pierwsza kolumna pod osobistym dowództwem mjr. Brezanego w składzie I batalion, 2 i 3 bateria 1 pułku artylerii polowej Wielkopolskiej i pluton saperów, łamiąc słaby opór nieprzyjaciela pod Gorbacewiczami, Pobokowiczami i Bałczynem, dotarła do skrzyżowania szosy z torem kolejowym. Tutaj została zatrzymana ogniem pociągu pancernego. Po wymianie ognia z polską baterią, pociąg wycofał się i jeszcze przed południem kolumna, nie napotykając przeciwnika, zajęła twierdzę i miasto. W tym czasie druga kolumna pod dowództwem ppor. Nowaka w składzie 5 i 7 kompania, kompania czołgów, 1 bateria 1 pap Wlkp. uderzyła na pozycje sowieckie nad Wołczanką. Pojawienie się czołgów było dużym zaskoczeniem dla czerwonoarmistów, którzy nie podjęli walki i wycofali się. Po krótkiej walce pod Siemkowem, a potem z pociągiem pancernym, kolumna zdobyła dworzec w Bobrujsku i około 15:00 wkroczyła do miasta zajętego już przez I batalion. Trzecia kolumna pod dowództwem ppor. Wiktora Skotarczaka, w składzie 6 i 8 kompania oraz 4 kompania ckm i oddział miotaczy min, przełamując sowiecką obronę pod Bybkowszczyzną, po południu wkroczyła do miasta.
Ostatecznie I batalion stanął w koszarach w twierdzy, II w centrum miasta, III na południe od dworca kolejowego, a czołgi w pobliżu stacji kolejowej. Do godziny 20:00 3 i 4 kompania ubezpieczały Bobrujsk patrolując brzeg rzeki.

### Działanie grupy południowej ppłk. Andersa
Prawa grupa uderzeniowa pod dowództwem ppłk. Władysława Andersa w składzie 1 pułk ułanów wielkopolskich (bez jednego szwadronu) z 2 baterią artylerii konnej por. Alfreda Milewskiego zebrała się na drodze Tarasowicze – Głusza i maszerowała za kolumną 4 pułku strzelców wielkopolskich przez Boguszewkę do Gorbacewicz. Tu skręciła na południe na Starce i Wornowicze, ubezpieczając się szpicą przednią – 4  szwadronem por. Jana Czarneckiego. Na wschód od Starzec szpica przełamała obronę nieprzyjaciela, ale z powodu bagnistej drogi dalszy marsz w kierunku na Wornowicze okazał się niemożliwy. W związku z tym wykonano marsz na północ, w kierunku na zaścianek Wornowicze, a w szpicy tym razem szedł 1 szwadron por. Antoniego Tuncelmana. Pod Bobrujskiem szarża 1 szwadronu spędziła wycofujące się już oddziały sowieckie, a około południa 1 szwadron osiągnął stację kolejową Berezynę i przy pomocy baterii konnej spędził sowiecki pociąg pancerny. W tym czasie 3 szwadron zdobył statek parowy na Berezynie. Około 15:00 pułk wkroczył do Bobrujska. 1 i 3 szwadron do 22:00 patrolowali brzeg  Berezyny, a pozostała część pułku zakwaterowała się w mieście. W tym czasie pozostawiony w Boguszewiczach 2 szwadron por. Rojewskiego odpierał sowieckie oddziały przechodzące przez Berezynę.

### Walki o przedmoście
Sowieci obsadzili dominujące wzgórza na wschodnim brzegu Berezyny i z nich ostrzeliwali miasto. Zaistniała zatem potrzeba utworzenia przedmościa na wschodnim brzegu rzeki, które chroniłoby Bobrujsk od ognia artylerii i stanowiło podstawę dla przyszłych akcji na wschód od Berezyny.
Zadanie sforsowania Berezyny i opanowania wzgórz otrzymał 3 pułk strzelców wielkopolskich. Nocą 1 września jego I batalion przeszedł Berezynę po szczątkach mostu kolejowego, natomiast III batalion przeprawił się promem pod Nazarówką. Jeszcze przed świtem oba bataliony uderzyły na pozycje sowieckie i zdobyły Babin. Po walce bataliony obsadziły przedmoście na linii Nazarówka – Podrzecze – Chimy i dalej łukiem do wsi Ruczaj na południe od Bobrujska. W kolejnych dniach obszar przyczółka poszerzono, a sowieckie kontrataki mające na celu wyrzucenie polskich oddziałów za Berezynę zostały odparte. 1 września na przedmoście przeszedł 1 pułk ułanów wielkopolskich, który prowadził działania w rejonie Lubnicz – Kozułicz z zadaniem oczyszczenia terenu na wschód od Berezyny aż do Kliczewa. 4 września pułk czasowo opanował Kliczew, po czym powrócił do Bobrujska.
Komunikat prasowy Sztabu Generalnego z 2 września 1919 donosił:

Na odcinku północnym nawiązaliśmy kontakt z nieprzyjacielem i wyparliśmy go z szeregu miejscowości. Oddziały wielkopolskie śmiałym wypadem nocnym na wschodni brzeg pod Bobrujskiem rozgromiły większe siły nieprzyjacielskie, zdobywając 500 jeńców, 5 dział wraz z amunicją i 5 karabinów maszynowych. Straty nieprzyjacielskie w zabitych i rannych bardzo znaczne.

## Bilans walk
W czasie walk o Bobrujsk kombinowana Grupa Wielkopolska wyparła z miasta oddziały 8 Dywizji Strzelców i opanowała przyczółek na wschodnim brzegu Berezyny. W połowie września w rejon Bobrujska przybyły pozostałe oddziały 1 Dywizji Strzelców Wielkopolskich, walczące do tej pory na innych odcinkach frontu. Zimą z 1919 na 1920 i wiosną 1920 oddziały polskie dokonały z przedmościa Bobrujsk wielu udanych wypadów na tyły wojsk sowieckich.